# Labuch
Labuch est une ancienne commune autrichienne du district de Weiz en Styrie.